# Fania Chapiro
Fania Chapiro (Soerabaya, 10 juni 1926 - Hilversum, 6 december 1994) was een Nederlandse pianiste en componiste. Zij werd beschouwd als een wonderkind op de piano en schreef op jonge leeftijd al composities; op latere leeftijd werd zij onder andere docente en gaf zij regelmatig recitals, onder andere met authentieke instrumenten.

## Jeugdjaren
Fania Chapiro was het enige kind van de Nederlandse Dorothea Cornelia Mulié (1894-1967) en de uit Oekraïne afkomstige Joodse violist Naum Chapiro (1893-1960). Aanvankelijk kreeg zij vioolles van haar vader, maar al snel stapte ze over op de piano en kreeg lessen van Johan Madlener. Op zevenjarige leeftijd gaf zij, samen met een vioolleerling van haar vader, bij de Kunstkring van Malang haar eerste concert. Op aanraden van pianist Benno Moiseiwitsch vertrok het gezin naar Parijs zodat Fania daar pianoles kon volgen bij de pianist Lazare Lévy.

## Tweede Wereldoorlog
In 1939 was het gezin op vakantie in Nederland. Door de oorlogsdreiging konden ze niet meer terug naar Frankrijk en moesten ze noodgedwongen in Nederland blijven. Fania gaf nog enkele optredens, onder andere met het Residentie Orkest. Plannen voor een tournee naar de Verenigde Staten en Nederlands-Indië gingen echter niet door vanwege het uitbreken van de Tweede Wereldoorlog. Haar vader moest onderduiken in Noord-Brabant; zelf bleef zij met haar moeder bleven in Den Haag wonen, in de wijk Bezuidenhout.
Om als pianiste te kunnen werken moest Fania lid worden van de Nederlandsche Kultuurkamer, maar dat weigerde zij. Haar concerten vonden daardoor illegaal plaats in huiskamers. Bij de componist Sem Dresden kreeg zij les in compositieleer. Ze componeerde diverse werken voor piano en begon ook te schrijven over diverse componisten. Bij het bombardement op het Bezuidenhout op 3 maart 1945 zijn al haar werken echter verloren gegaan.
Het gezin heeft de oorlog overleefd.

## Amerika
Na de oorlog toonde Fania Chapiro meer interesse in haar Joodse achtergrond en werd zij lid van de Joodse Jeugd Federatie. Omdat zij in Nederland geen toekomst voor zich zag weggelegd, emigreerde het gezin Chapiro in 1948 naar de Verenigde Staten. Daar maakte zij kennis met onder anderen Leonard Bernstein en de pianist Harold Bauer; bij de componist Jerzy Fitelberg volgde zij lessen instrumentatieleer. Ook gaf zij een concert met de Nederlandse componist Jurriaan Andriessen.
In 1950 kreeg Fania Chapiro werk als pianodocente bij het Bennington College in Vermont.

## Terugkeer naar Nederland
Na een jaar te hebben gewerkt in Vermont wilde Chapiro echter weer terug naar Nederland om daar concerten te geven. In 1953 vertrok zij uit Amerika, maar eerst ging ze nog naar Parijs om haar oude docent Lévy te bezoeken. Zij maakte daar enkele muziekopnames en ontmoette tevens de componist George Enescu. Nog in hetzelfde jaar reisde ze verder naar Nederland waar ze trouwde met de ingenieur Ernest Goldstern.
Naast het geven van concerten en het schrijven van eigen composities, werd ze in 1956 hoofdvakdocent piano aan het Muzieklyceum in Hilversum. Ook richtte Chapiro het Nederlands Mozart Trio op.
In de jaren zestig toonde Chapiro steeds meer belangstelling in historische instrumenten, zoals de fortepiano, en de authentieke uitvoeringspraktijk van de bijbehorende muziek. Tijdens uitvoeringen gaf Chapiro tevens toelichting aan het publiek over de gebruikte instrumenten, een praktijk die voor die tijd uniek was.
Chapiro gaf vele uitvoeringen, zowel solo als met orkest, vooral voor binnen- en buitenlandse omroepen. Vanaf 1967 trad zij ook op in de Verlengde Staten en was zij te zien op de Nederlandse, Belgische en Amerikaanse televisie. Van haar uitvoeringen zijn opnames gemaakt, waarvan de laatste, Musica ad Rhenum, vlak voor haar overlijden op CD verscheen.
In 1981 werd Chapiro geridderd.
In 1993 overleed haar echtgenoot. Chapiro zelf overleed een jaar later, op 6 december 1994. Het echtpaar had drie kinderen.

## Composities
Het is onbekend hoeveel composities Chapiro heeft geschreven. Veel muziekstukken zijn niet verder gekomen dan een beginschets. Tevens is een deel verloren gegaan in 1945. De periode na 1953 was de meest productieve, waarbij de stijl van haar werk volwassen werd. Omdat Chapiro meestal geen datum op de composities noteerde, is het echter moeilijk om alles goed te dateren.
Chapiro heeft vooral geschreven voor de piano, al dan niet in combinatie met instrumenten als de cello of de klarinet. Tevens heeft zij werken voor orkest, blazersensemble en strijkkwartet gecomponeerd.
- Bibliothèque nationale de France: cb14851806n (data)
- Biografisch Portaal: 00370264
- International Standard Name Identifier: 0000 0000 0888 7700
- Library of Congress Control Number: no2004062626
- MusicBrainz: 3da65a99-5296-4908-8bd9-e1baddce7560
- Nationale Bibliotheek van Israël: 987012375076105171
- Nederlandse Thesaurus van Auteursnamen: 136939007
- Virtual International Authority File: 90149294074280520032